# Prima fundatio
Die prima fundatio (im Original: prima fundacio) ist die Stiftungsurkunde des Stiftes St. Georgen in Niederösterreich.
Das Chorherrenstift in St. Georgen an der Traisen wurde 1112 von Bischof Ulrich I. von Passau gegründet und unter anderem mit Zehentrechten ausgestattet. Im Zuge dieser Gründung stiftete Ulrich von Passau dem Stift in einer ersten Dotation (lateinisch prima fundatio) eine Kirche in St. Georgen samt allem, was dazugehörte, weiters zahlreiche Orte in der Umgebung sowie umfangreiche Zehentrechte in einem Gebiet, das damals Waldmark genannt wurde und etwa der ehemaligen Grafschaft Raabs entsprach. Diese Zehente hatte das Bistum Passau unter Bischof Berengar im Jahr 1025 von Kaiser Konrad II. erhalten und hiermit größtenteils abgegeben. Die im Jahr 1112 errichtete prima fundatio ist als Abschrift aus dem 13. Jahrhundert erhalten.
Insgesamt wurden in der prima fundatio 151 Orte genannt, von denen 131 identifiziert werden konnten; für jeden Ort wurde die Anzahl der Höfe und der Umfang der zu erbringenden Leistungen an das Stift genannt. Zwecks Administration und Einhebung der Erträgnisse waren in Alberndorf, Brugg, Gastern, Göpfritzschlag, Groß-Siegharts, Kleinzwettl, Pleßberg, Raabs, Thaya und Waldkirchen Zehentämter (Offizien) eingerichtet.
Aufgrund häufiger Überschwemmungen im Bereich der Mündung der Traisen in die Donau wurde das Stift St. Georgen im Jahr 1244 als Stift Herzogenburg in Herzogenburg neu errichtet. Die (Abschrift der) prima fundatio befindet sich heute in der Stiftsbibliothek Herzogenburg. Sie besteht aus sieben Pergamentblättern im Oktavformat, die in Form eines Büchleins vorliegen. Der Priester Wilhelm Biélsky (1798–1866), zeitweise Bibliothekar im Stift Herzogenburg, veröffentlichte 1853 eine Abschrift der alten Urkunden des Stifts St. Georgen, darunter auch die prima fundatio in lateinischer Sprache sowie in einer deutschen Übersetzung.

## Quelle
- Wilhelm Biélsky: Die ältesten Urkunden des Kanonikatstiftes Sanct Georgen in Unterösterreich von 1112 bis 1244. In: Archiv für Kunde österreichischer Geschichtsquellen. Band 9, 1853, S. 234–304 (online).